# Grundschule An der Uhlandstraße
Die Grundschule An der Uhlandstraße ist eine zweizügige Grundschule in der Nordstadt von Hannover.
Das Gebäude dient zudem als Außenstelle des ebenfalls in der Nordstadt gelegenen Gymnasiums Lutherschule.

## Geschichte
Noch zur Zeit des Deutschen Kaiserreichs zogen die Schüler der damaligen Knabenmittelschule II in Hannover im Jahr 1912 von der Bürgerschule Haltenhoffstraße in das Schulgebäude an der Uhlandstraße.
Zur Zeit des Nationalsozialismus fand sich der nun Mittelschule II genannte U-förmige Gebäudekomplex, unter der damaligen Adresse Uhlandstraße 1, mit einer Längsseite an der Uhlandstraße, während die weiteren Gebäudeflügel von dicht aneinander gebauten Häusern in dem damaligen Fünfeck von Uhlandstraße, Gustav-Adolf-Straße, Hainhölzer Straße, Scheffelstraße und In der Flage umrahmt waren. Während des Zweiten Weltkrieges wurden spätestens ab dem 15. Februar 1944 zunächst mehr als 60 Schüler der Geburtsjahrgänge 1926 und 1927 aus der 5. und 6. Schulklasse als Luftwaffenhelfer eingesetzt. 1945 wurde die Schule an der Uhlandstraße durch Fliegerbomben vollständig zerstört. Die verbliebenen letzten Schüler wurden im Anschluss auf die Knabenmittelschulen 1 und 3 verteilt.
Erst mehr als ein Jahrzehnt nach Kriegsende errichtete der Architekt Ernst Adolf Zinsser bis 1958 das damalige Schulgebäude, das ursprünglich der „Volksschule An der Uhlandstraße“ diente. Das Schulgebäude war Fotomotiv für eine am 20. Juni 2016 eröffnete Ausstellung zum Werk Zinssers in den Räumen der k+a architekten als Teil der von der Architektenkammer Niedersachsen organisierten Architekturzeit 2016. Die Einführung für die Fotoausstellung mit sieben Objekten Zinssers, der „das Stadtbild Hannovers in den 50er Jahren entschieden geprägt hat und somit auch heute eine angemessene Würdigung verdient“, hielt Sid Auffarth im Vorfeld des Tags der Architektur 2016.